# Jacek Bomba
Jacek Bomba – polski psychiatra, prof. dr hab.

## Życiorys
Został zatrudniony na stanowisku kierownika w Katedrze Psychiatrii na Wydziale Lekarskim Collegium Medicum Uniwersytetu Jagiellońskiego. Był członkiem Komitetu Rozwoju Człowieka PAN, oraz członkiem zarządu Polskiego Towarzystwa Psychiatrycznego.